# Soldador elétrico

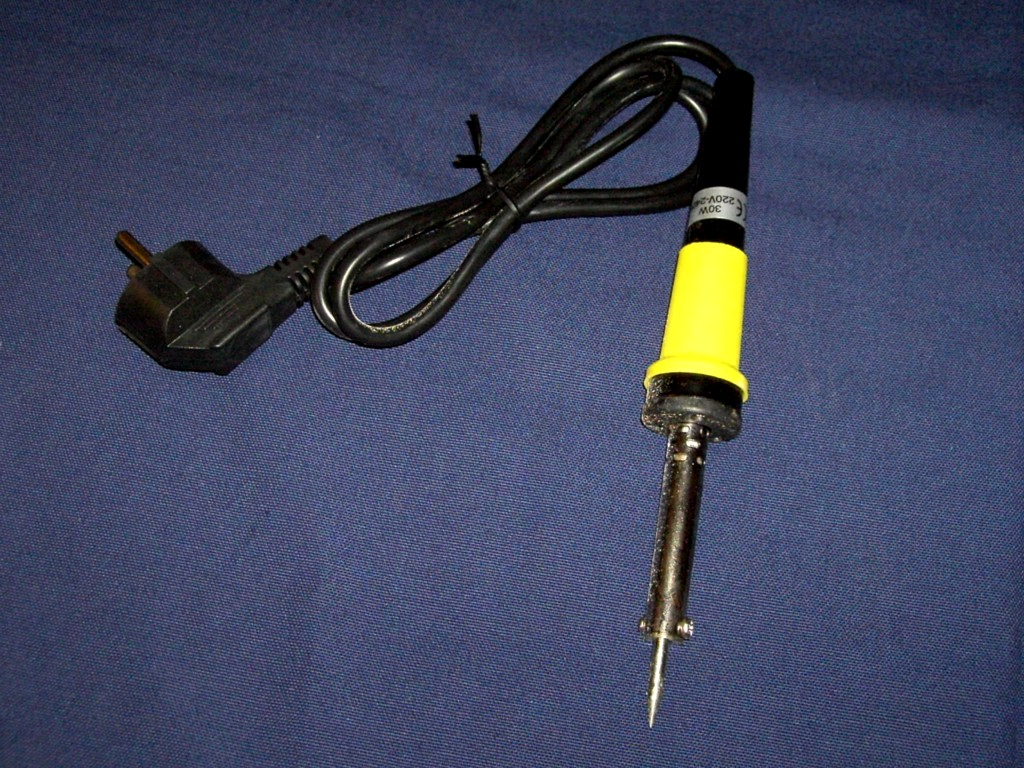
Soldador elétrico

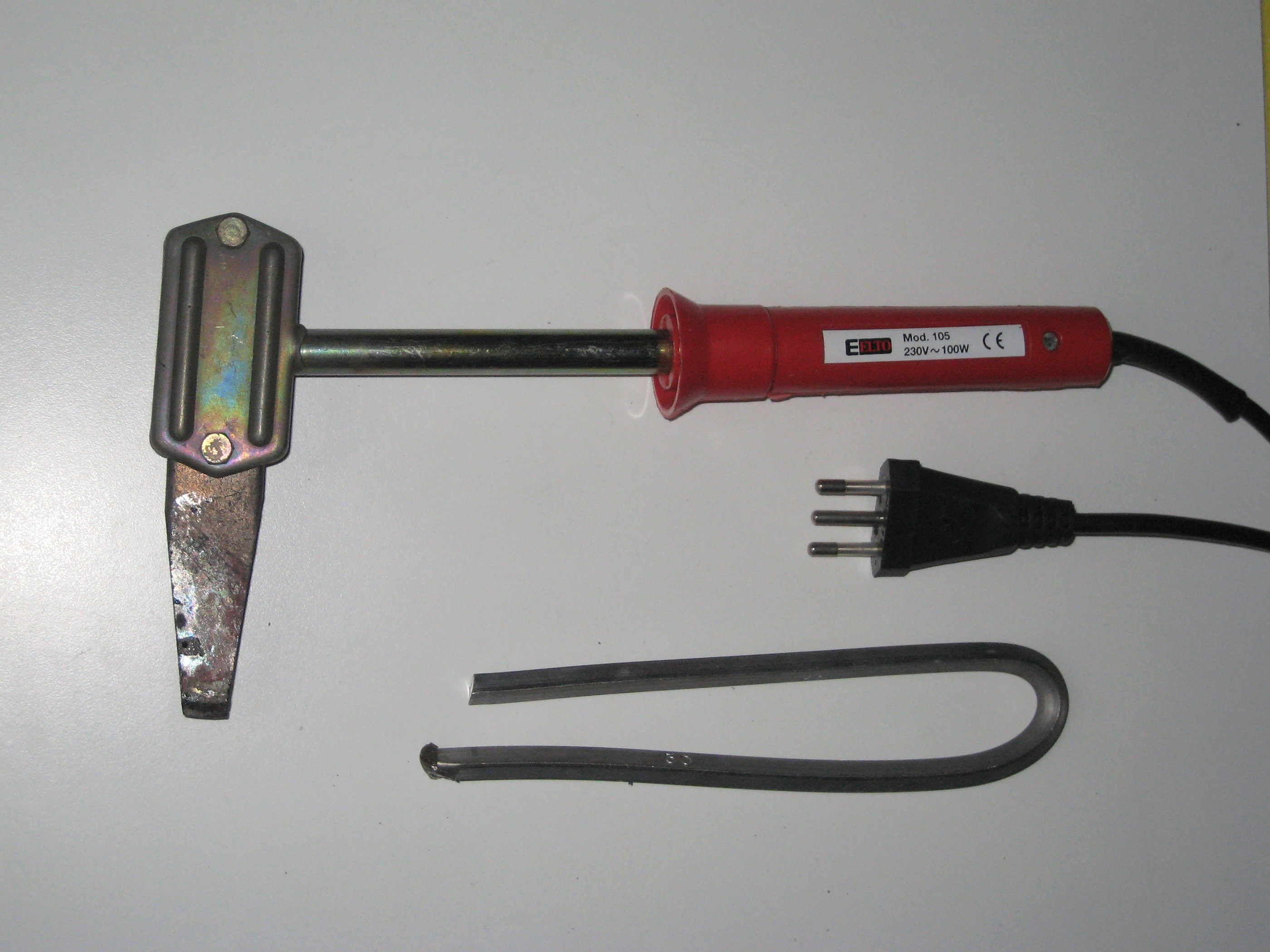
Soldador elétrico

Um soldador elétrico ou de estanho, também conhecido como cautin, é uma ferramenta eléctrica usada para soldar. Funciona convertendo a energia eléctrica em calor, que a sua vez provoca a fusão do material utilizado na solda, como por exemplo o estanho.
Há vários tipos de soldador eléctrico:
- Soldador de resistência: a ponta de cobre aquece-se com uma resistência eléctrica, o que a mantém a uma temperatura constante. Pode ter forma de martelo, ponta, vareta ou outras formas, em função do uso a que esteja destinado.
- Soldador instantâneo: da forma típica pistola, tem a característica de que sua ponta se aquece muito rapidamente, ao pressionar o botão, e só há que soltar para que se solidifique o estanho ou o que se esta usando.

Os soldadores de ponta fina utilizam-se principalmente para pequenos trabalhos de solda em electricidade e electrónica, enquanto os de ponta grossa utilizam-se em outros trabalhos para qualquer solda em superfícies maiores.

## Galeria

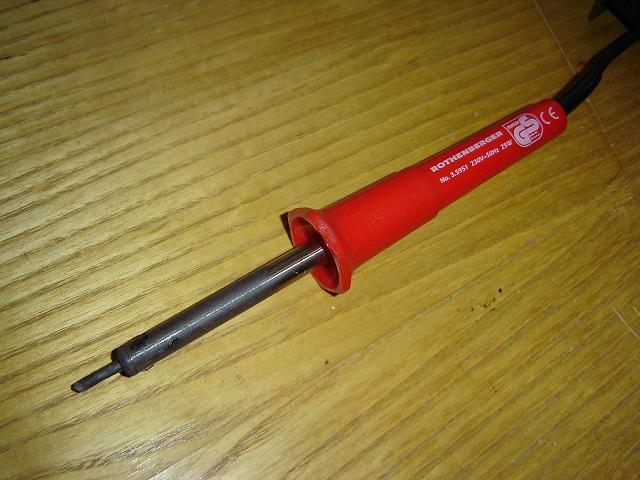
Soldador de lápis
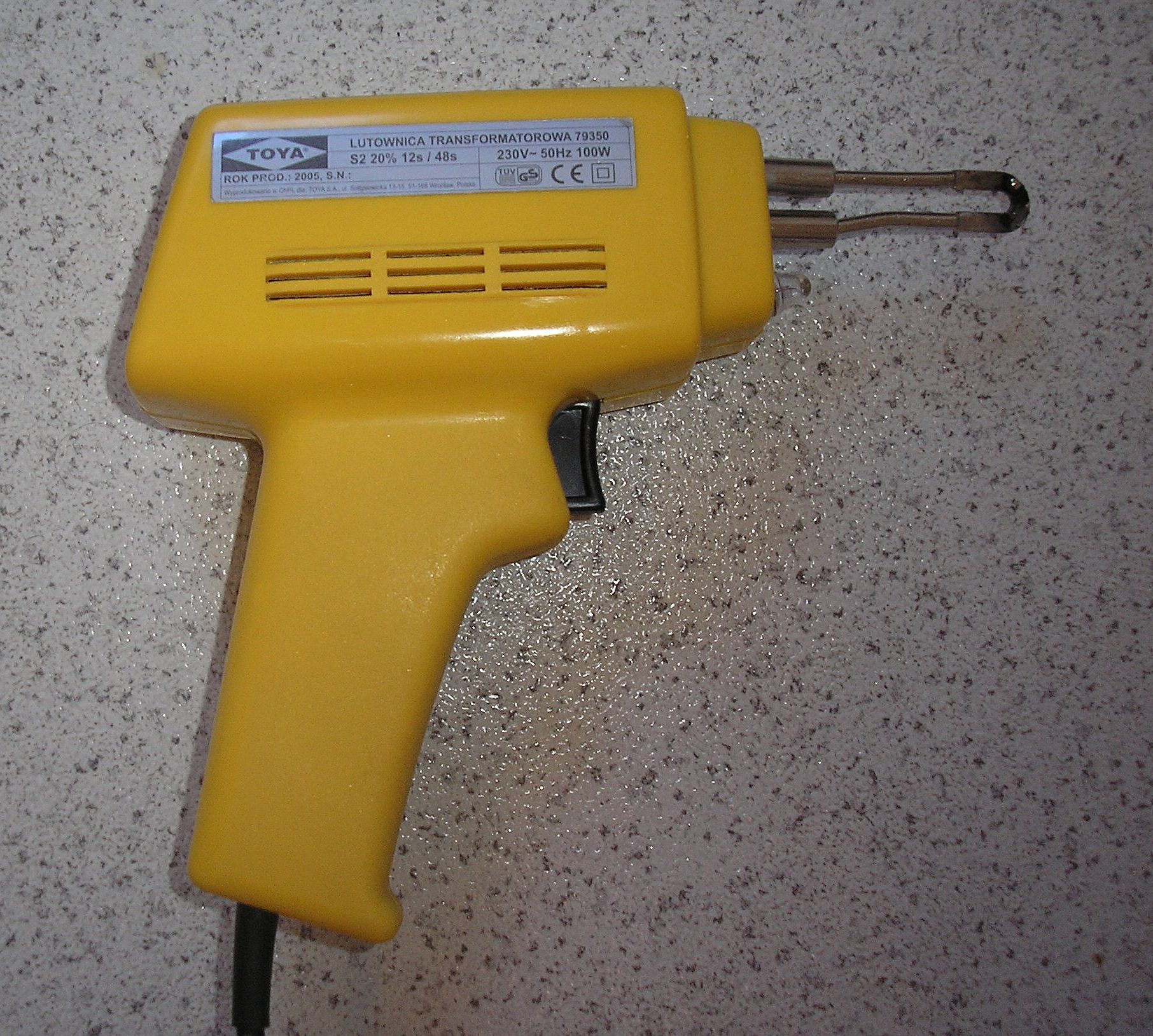
Soldador de pistola
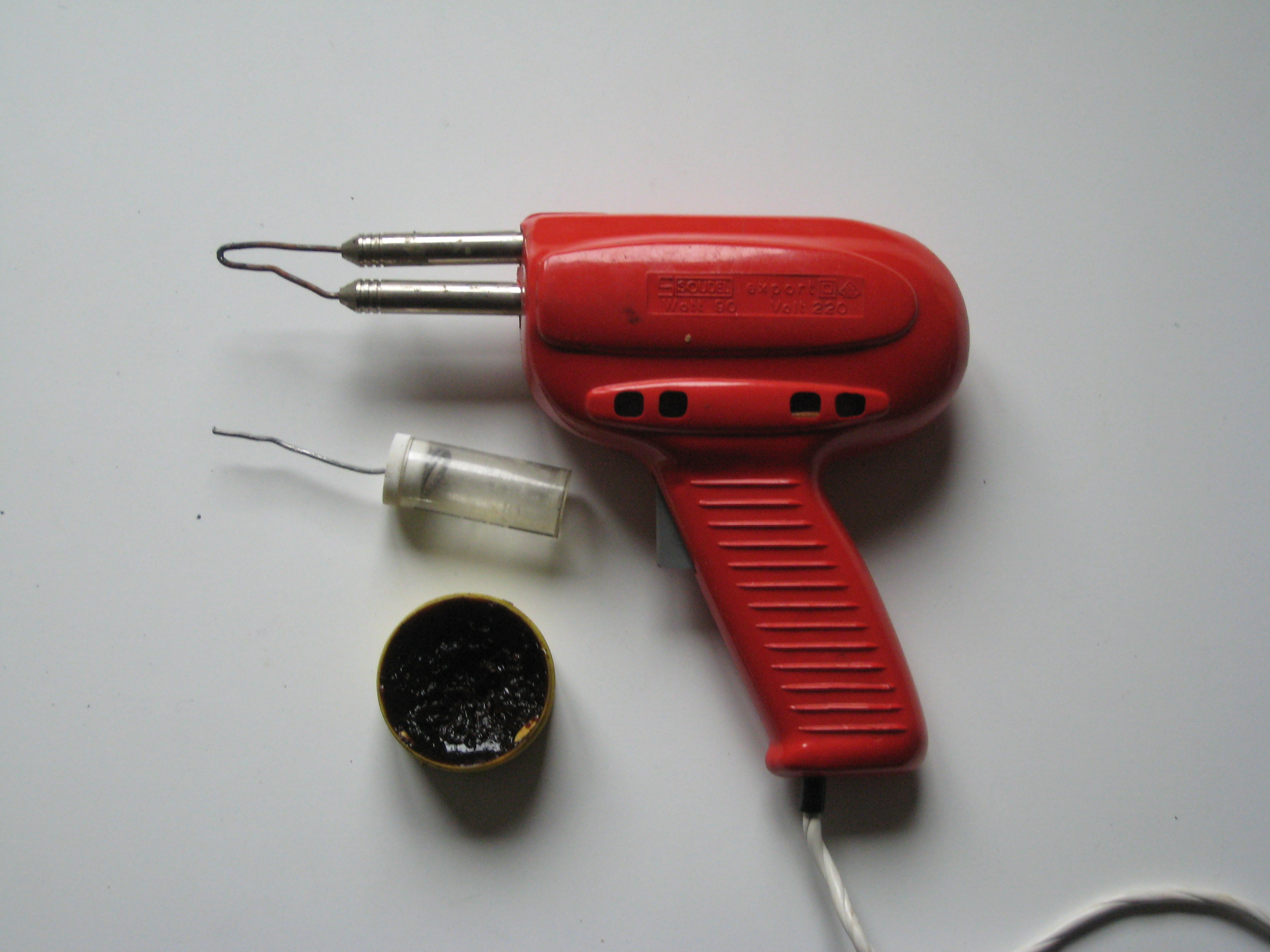
Soldador instantâneo
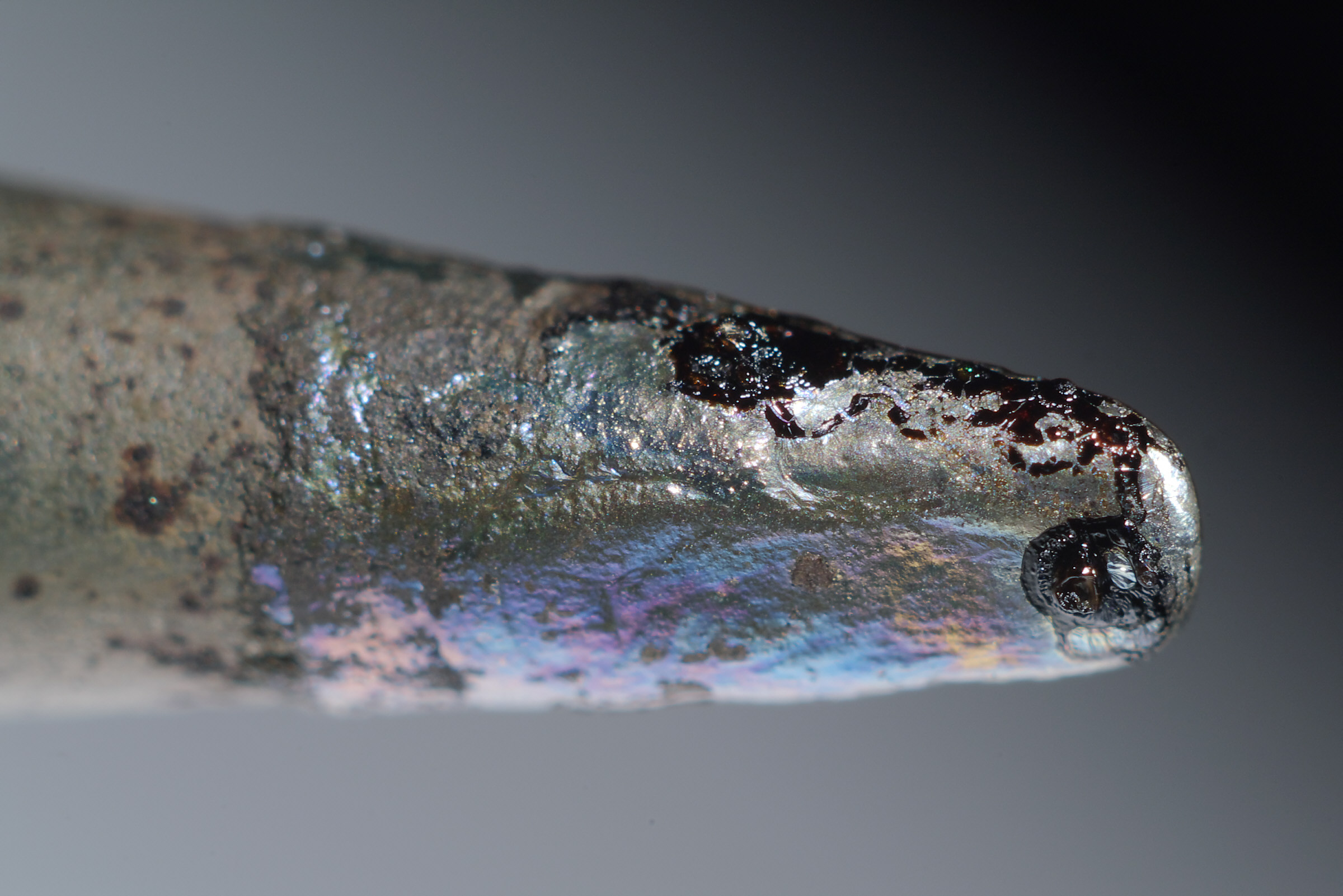
Ponta de um soldador de resistência

## Referencias
1. ↑  Lower-Melting-Point Soldar Alloy.
2. ↑  Curso de soldadura blanda Bricolajeyhogar.com [9-4-2008]
3. ↑  Iniciación a la soldadura blanda valteron.eresmas.net [9-4-2008]